# Арне Габијус
Нилс Арне Габијус (Хамбург, Западна Немачка, 22. март 1981), је немачки атлетичар, специјалиста за дуге стазе, који се углавном такмичи у дисциплинама трчања на 5.000 на отвореном и и 3.000 метара у дворани. Поред трчања успешпно се бавио и нордијским скијањем.
По занимању је лекар. Дипломирао је на Универзитету у Тибингену.

## Спортска каријера
На почетку каријере од 1996. до 2004. био је члан АК Северни Хамбург, а затим је прешао у АК Тибинген из Тибингена. Тренер му је до 2011. био Дитер Бауман.
Његови највећи успеси у националним оквирима су његове победе у немачком првенству на 5.000 м (2007—2013), 3.000 м у дворани (2009, 2012) и у нордијском скијању на дугим стазама (2009). На међународном нивоу, почео је на Европском првенству 2006, где је у трци на 5.000 метара одустао. На Европском дворанском првенству 2007. у Бирмингему, завршио је као девети на 3.000 метара. Исте године на Европском купу у Минхену, постигао је свој најбољи резултат до тада. Учествовао је на Летњим олимпијским играма 2012. и на светским првенствима 2009. и 2013, али без значајнијих резултата. Најуспешнији је био на Европском првенству 2012. када је освојио сребрну медаљу изгубивши од победника Мохамеда Фаре.

## Значајнији резултати
| Датум | Такмичење                       | Место              | Пласман | 3.000 м | 5.000 м | Резултат |
| ----- | ------------------------------- | ------------------ | ------- | ------- | ------- | -------- |
| 2006  | Европско првенство на отвореном | Гетеборг, Шведска  | НЗ      | -       | 5.000   | НЗ       |
| 2007  | Европско првенство у дворани    | Бирмингем, УК      | 9.      | 3.000   | -       | 8:08,51  |
| 2008  | Светско првенство у дворани     | Валенсија, Шпанија | 12      | 3.000   | -       | 8:11,21  |
| 2009  | Светско првенство на отвореном  | Берлин, Немачка    | 28      | -       | 5.000   | 13:49,13 |
| 2010  | Европско првенство на отвореном | Барселона, Шпанија | 12      | -       | 5.000   | 13:59,11 |
| 2012  | Светско првенство у дворани     | Истанбул, Турска   | 8       | 3.000   | -       | 7:45,01  |
| 2012  | Европско првенство на отвореном | Хелсинки, Финска   |         | -       | 5000    | 13:31,83 |
| 2012  | Летње олимпијске игре           | Лондон, УК         | 20      | -       | 5.000   | 13:28,01 |
| 2013  | Светско првенство на отвореном  | Москва, Русија     | 20      | -       | 5.000   | 13:34,26 |

## Лични текорди
- 1500 м: 3:41,54, 28. мај 2010. Десау

дворана: 3:45,78 мин, 28. јануар 2007. Зинделфинген
- 3.000 м: 7:35,43 мин, 17. август 2012, Стокхолм

дворана: 7:38,13 мини, 13. фебруар 2012. Карлсруе
- 2 миље (дворана): 8:10,78 мин, 18. фебруар 2012, Бирмингем (најбржи Немац)
- 5.000 м: 13:12,50 мин, 13. јул 2013, Хезден-Золдер>
- 10. км: 28:35 min, 9. September 2012, Хамбург